# ダイナ楽器
ダイナ楽器（ダイナがっき）は、日本の長野県茅野市にあるエレキギター/エレキベースを中心とする楽器製造会社。
主にフェンダーなどの国内外のギターブランドの下請け工場として低価格から高価格までのモデルの製作を行っている。

## 概要

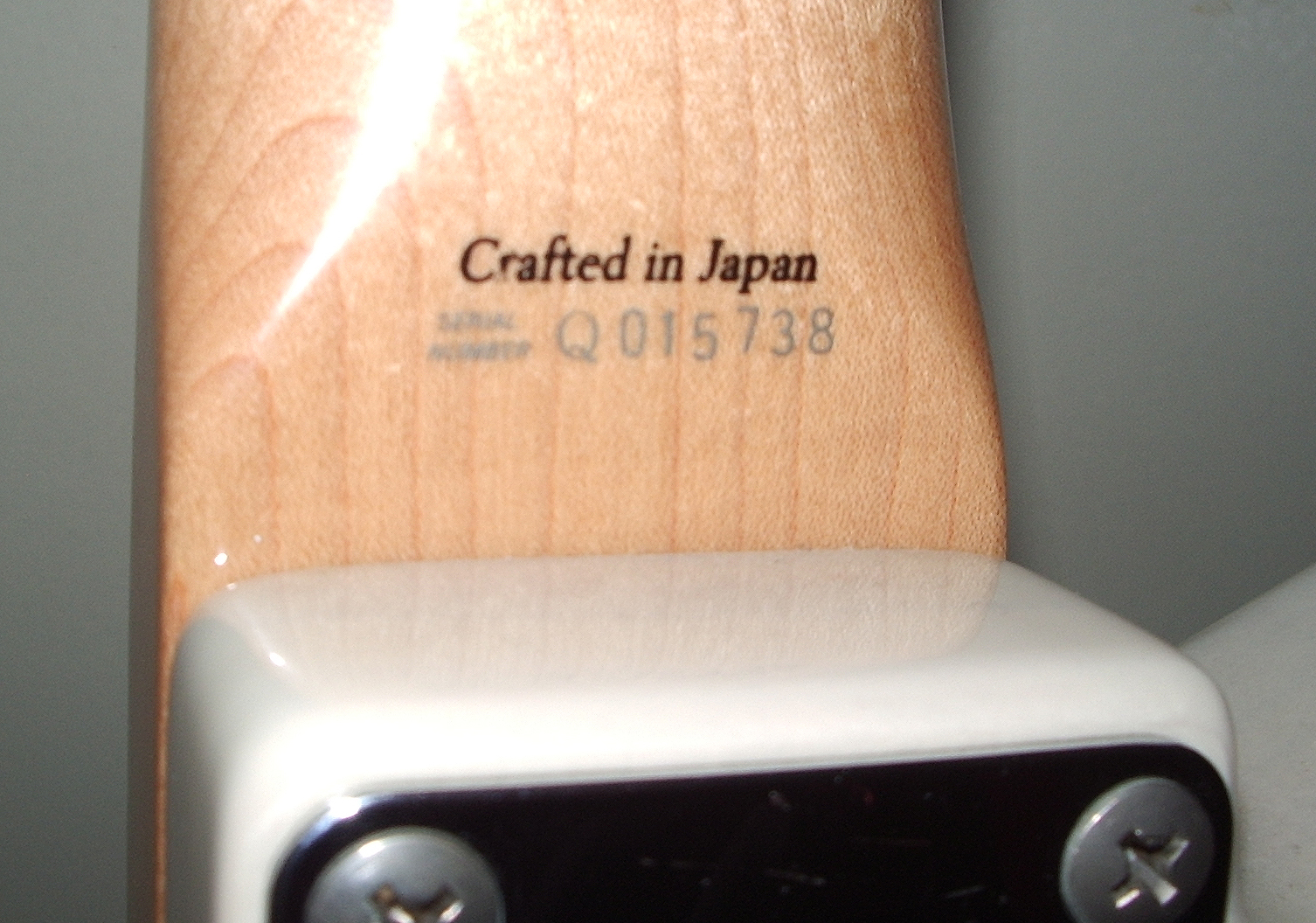
2000年代にダイナ楽器によって組み込まれたフェンダージャパン

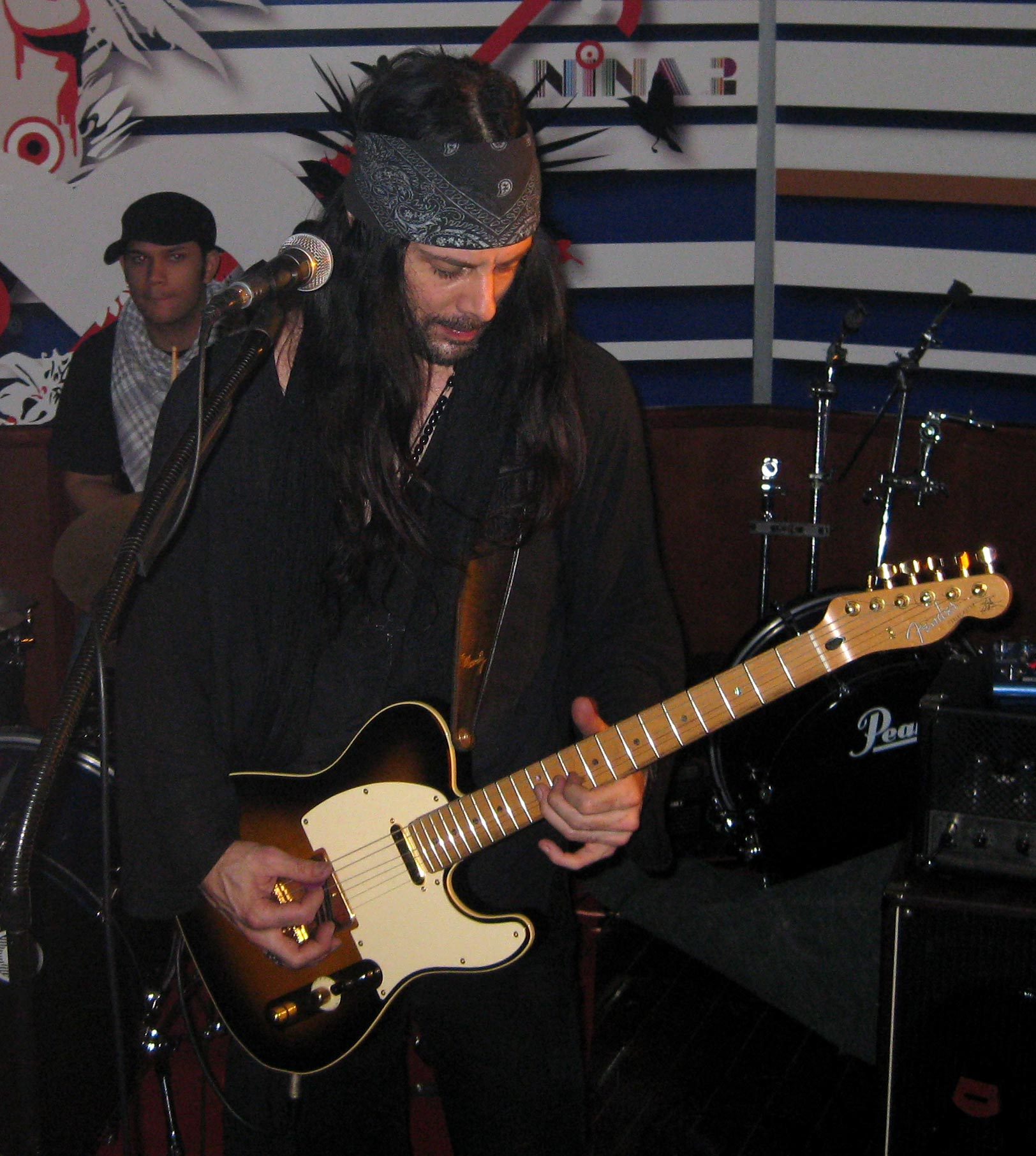
ダイナ楽器が下請け製造したフェンダー・テレキャスターを弾くリッチー・コッツェン

1972年に宮坂虎吉（創業者）が楽器製造工場として設立した。1997年にフジゲンがフェンダーから撤退したのを機に、本格的に直接FENDERのOEMを始める。2013年10月より自社ブランドを開始。同年10月17日から19日にかけて諏訪圏工業メッセに於いて自社ブランドを発表。
また、楽器屋のショップオーダーなども受け付けるようになった。

## 主な製造ブランド
- グレコ
- JooDee (ダイオン) - 1975年～1984年
- フェンダー・ジャパン - 1997年～
- フェンダー - 1997年～ (MIJシリーズ、カート・コバーンの復刻版モデルの一部[5]、リッチー・コッツェンモデル[6]など)
- Strandberg - 2016年～
- ABASI（英語版） - 2018年～

## 主な使用アーティスト
- リッチー・コッツェン
- イングヴェイ・マルムスティーン
- マーカス・ミラー